# Novara Football Club 2022-2023
Questa voce raccoglie le informazioni riguardanti il Novara Football Club nelle competizioni ufficiali della stagione 2022-2023.

## Stagione
Nella stagione 2022-2023 il Novara neopromosso, dopo aver vinto il girone A della Serie D nella stagione scorsa, rientra subito nel mondo professionistico e disputa il girone A del campionato di Serie C, nel quale ottiene 52 punti con il decimo posto finale. Accede ai Play-off, ma viene subito eliminato nel primo turno, con la sconfitta (3-0) patita con la Virtus Verona. Raccoglie 28 punti nel girone di andata e 24 nel girone di ritorno. Tre i tecnici che si sono alternati sulla panchina novarese in questa stagione. Con 10 reti Francesco Galuppini è risultato il miglior realizzatore stagionale dei piemontesi. Nella Coppa Italia di Serie C il Novara viene subito estromesso dal torneo perdendo nel primo turno (2-1) ad Alessandria.

## Divise e sponsor
Lo sponsor tecnico per la stagione 2022-2023 è Erreà, mentre gli sponsor ufficiali sono Gorgonzola Igor (main sponsor) e Serpa Trasporti (co-sponsor). Sulla maglia e sui calzettoni è presente lo stemma di Novara e la cupola della basilica di San Gaudenzio.
| Casa | Trasferta | Terza divisa |

## Organigramma societario
Area direttiva
- Proprietario e Presidente: Massimo Ferranti
- Direttore Generale: Michelangelo Vitali, poi Alex Rapisarda
- Direttore Sportivo: Moreno Zebi, da gennaio Marcello Pitino
- Segretario Generale: Andrea Martinuzzi, poi Stefano Toti
- Responsabile comunicazione: Matteo Pisoni
- Responsabile Marketing e Commerciale: Paolo Esposito
- Area Marketing e S.L.O.: Vincenzo La Marca

Settore giovanile
- Responsabile Settore Giovanile: Andrea Fabbrini
- Segretaria Settore Giovanile: Federica Oberoffer

Area tecnica
- Allenatore: Roberto Cevoli, da dicembre Franco Semioli, da gennaio Marco Marchionni
- Allenatore in seconda: Gioacchino Adamo, poi Massimiliano Capriolo
- Preparatore dei portieri: Roberto Pavesi

Area medica
- Responsabile sanitario: Samuele Vanni

## Rosa
Aggiornata al 18 gennaio 2023.
| N. |                    | Ruolo | Calciatore          |
| -- | ------------------ | ----- | ------------------- |
| 1  | Italia (bandiera)  | P     | Marco Pissardo      |
| 2  | Italia (bandiera)  | D     | Davide Bertoncini   |
| 3  | Italia (bandiera)  | C     | Oliver Urso         |
| 4  | Italia (bandiera)  | C     | Alessandro Di Munno |
| 5  | Italia (bandiera)  | D     | Samuele Bonaccorsi  |
| 6  | Italia (bandiera)  | D     | Patrizio Masini     |
| 7  | Italia (bandiera)  | C     | Tommaso Tentoni     |
| 8  | Italia (bandiera)  | C     | Michele Rocca       |
| 9  | Italia (bandiera)  | A     | Mattia Bortolussi   |
| 10 | Romania (bandiera) | C     | Andrei Mărginean    |
| 11 | Italia (bandiera)  | A     | Lorenzo Peli        |
| 12 | Italia (bandiera)  | P     | Tommaso Menegaldo   |
| 13 | Italia (bandiera)  | D     | Luigi Carillo       |

| N. |                       | Ruolo | Calciatore            |
| -- | --------------------- | ----- | --------------------- |
| 14 | Italia (bandiera)     | A     | Francesco Galuppini   |
| 15 | Marocco (bandiera)    | D     | Omar Khailoti         |
| 18 | Italia (bandiera)     | A     | Samuele Spalluto      |
| 19 | Argentina (bandiera)  | A     | Pablo Andrés González |
| 20 | Italia (bandiera)     | A     | Camillo Tavernelli    |
| 21 | Italia (bandiera)     | C     | Roberto Ranieri       |
| 22 | Canada (bandiera)     | P     | Axel Desjardins       |
| 23 | Italia (bandiera)     | D     | Simone Ciancio        |
| 24 | Croazia (bandiera)    | A     | Nikola Burić          |
| 29 | Tunisia (bandiera)    | D     | Yohan Benalouane      |
| 30 | Italia (bandiera)     | C     | Riccardo Calcagni     |
| 33 | Portogallo (bandiera) | D     | Thiago Gonçalves      |
| 51 | Italia (bandiera)     | D     | Lorenzo Ariaudo       |

## Risultati

### Serie C - girone A

#### Girone di andata
| Arbitro: | D'Eusanio (Faenza) |

|                                               |           |            |
| Benalouane 49’ Galuppini 74’ Tavernelli 90+3’ | Marcatori | 20’ Marano |

| Arbitro: | Panettella (Bari) |

|              |           |                     |
| Gerbaudo 84’ | Marcatori | 40’, 59’ Tavernelli |

| Arbitro: | Giaccaglia (Jesi) |

|             |           |             |
| Carillo 82’ | Marcatori | 3’ Petrelli |

| Novara 17 settembre 2022, ore 17:30 CEST 4ª giornata | Novara           | 0 – 0 referto | Virtus Verona | Stadio Silvio Piola (2 673 spett.)\| Arbitro: \| Diop (Treviglio) \| |
| Arbitro:                                             | Diop (Treviglio) |               |               |                                                                      |

| Arbitro: | Carrione (Castellammare di Stabia) |

|                |           |                            |
| Della Morte 8’ | Marcatori | 37’ González 65’ Galuppini |

| Arbitro: | Di Graci (Como) |

|                                |           |  |
| Rocca 10’ Masini 45’ Burić 87’ | Marcatori |  |

| Arbitro: | Fiero (Pistoia) |

|                                     |           |                |
| Tomaselli 14’ Cocco 57’ Manconi 78’ | Marcatori | 45’ Bortolussi |

| Arbitro: | Bordin (Bassano del Grappa) |

|              |           |                      |
| González 59’ | Marcatori | 26’ Buso 32’ Girelli |

| Arbitro: | Cavaliere (Paola) |

|                       |           |                |
| Gerbi 27’ Capelli 87’ | Marcatori | 18’ Bortolussi |

| Arbitro: | Collu (Cagliari) |

|              |           |                           |
| Ceravolo 57’ | Marcatori | 29’ Galuppini 90+1’ Rocca |

| Arbitro: | Saia (Palermo) |

|            |           |  |
| Masini 75’ | Marcatori |  |

| Arbitro: | Emmanuele (Pisa) |

|                          |           |               |
| Rafia 8’ Barrenechea 57’ | Marcatori | 53’ Mărginean |

| Arbitro: | Turrini (Firenze) |

|               |           |  |
| Mărginean 16’ | Marcatori |  |

| Arbitro: | Nicolini (Brescia) |

|           |           |  |
| Ajeti 87’ | Marcatori |  |

| Arbitro: | Vingo (Pisa) |

|                |           |          |
| Bortolussi 32’ | Marcatori | 30’ Nava |

| Arbitro: | Panettella (Gallarate) |

|          |           |  |
| Iori 34’ | Marcatori |  |

| Arbitro: | Djurdjevic (Trieste) |

|                                                |           |                   |
| Khailoti 16’ Galuppini 18’ (rig.) González 77’ | Marcatori | 64’ (rig.) Parigi |

| Arbitro: | Monaldi (Macerata) |

|                                            |           |  |
| Balestrero 2’ Guerra 33’, 48’ Bergonzi 38’ | Marcatori |  |

| Arbitro: | Mirabella (Napoli) |

|               |           |                |
| Mărginean 79’ | Marcatori | 90+2’ Pasquato |

#### Girone di ritorno
| Arbitro: | Costanza (Agrigento) |

|              |           |  |
| Possenti 35’ | Marcatori |  |

| Arbitro: | Rispoli (Locri) |

|                                                                    |           |  |
| Bortolussi 36’ (rig.), 58’ Khailoti 47’ González 77’ Galuppini 85’ | Marcatori |  |

| Arbitro: | Arena (Torre del Greco) |

|                          |           |  |
| Felici 1’ Adorante 45+2’ | Marcatori |  |

| Arbitro: | Pezzopane (L'Aquila) |

|  |           |                |
|  | Marcatori | 67’ Benalouane |

| Arbitro: | Scarpa (Collegno) |

|  |           |            |
|  | Marcatori | 87’ Guindo |

| Arbitro: | Sfira (Pordenone) |

|             |           |                      |
| Rolfini 30’ | Marcatori | 50’ Masini 77’ Rocca |

| Arbitro: | Maccarini (Arezzo) |

|               |           |                           |
| Galuppini 66’ | Marcatori | 49’ Manconi 71’ Giorgione |

| Arbitro: | Andreano (Prato) |

|                             |           |          |
| Ilari 4’ Buso 7’ Bunino 77’ | Marcatori | 54’ Urso |

| Arbitro: | Bordin (Bassano del Grappa) |

|  |           |          |
|  | Marcatori | 5’ Gerbi |

| Arbitro: | Petrella (Viterbo) |

|               |           |                                      |
| Galuppini 72’ | Marcatori | 11’ Vasic 51’ Bortolussi 84’ Russini |

| Arbitro: | Leone (Barletta) |

|  |           |               |
|  | Marcatori | 39’ Galuppini |

| Arbitro: | Ancora (Roma) |

|                            |           |  |
| Spalluto 82’ Margiotta 87’ | Marcatori |  |

| Arbitro: | Pacella (Roma) |

|           |           |            |
| Nicco 25’ | Marcatori | 89’ Vuthaj |

| Arbitro: | FrascaroFrascaro (Firenze) |

|                                            |           |           |
| Galuppini 5’, 40’ Vuthaj 36’ Mărginean 80’ | Marcatori | 72’ Negro |

| Arbitro: | Ceriello (Chiari) |

|             |           |            |
| Cosenza 43’ | Marcatori | 71’ Vuthaj |

| Arbitro: | Gangi (Enna) |

|              |           |                     |
| Spalluto 43’ | Marcatori | 15’ Guiu 26’ Abiuso |

| Arbitro: | Cerbasi (Arezzo) |

|           |           |              |
| Lunghi 9’ | Marcatori | 48’ González |

| Arbitro: | Rispoli (Locri) |

|                   |           |  |
| Panico 86’ (aut.) | Marcatori |  |

| Arbitro: | Vergaro (Bari) |

|                        |           |              |
| Attys 22’ Pasquato 23’ | Marcatori | 44’ González |

### Play-off

#### Spareggi
| Arbitro: | Calzavara (Varese) |

|                             |           |  |
| Fabbro 4’, 47’ Tronchin 35’ | Marcatori |  |

### Coppa Italia Serie C

#### Turni eliminatori
| Arbitro: | Di Cicco (Lanciano) |

|                    |           |               |
| Baldi 9’ Sylla 74’ | Marcatori | 62’ Mărginean |